# Jó, to jsem ještě žil (film)
Jó, to jsem ještě žil je dokument z roku 1997, který vypráví o životě a smrti českého divadelníka, herce, zpěváka a hudebního skladatele Jiřího Šlitra. Dokument je dílem Olgy Sommerové a byl zařazen do dokumentárního cyklu Nevyjasněná úmrtí. Tento dokument je pojmenován dle stejnojmenné písně Jiřího Šlitra a Jiřího Suchého, ze které má Jiří Šlitr noty vyryté na náhrobku. Dokument obsahuje výpovědi Šlitrových nejbližších přátel, kolegů a rodinných příslušníků. Šlitrova smrt je stále záhadou. V dokumentu se objevují např. Jiří Suchý, Miroslav Horníček, Eva Pilarová, Ferdinand Havlík a další osobnosti. Hovoří zde i Šlitrova nemanželská dcera Dominika Křesťanová.